# Досвіток (роман)
«Досвіток» (нід. De valse dageraad) — історичний роман нідерландського письменника Яна ван Акена, опублікований 2001 року.
Українською виданий видавництвом Юніверс 2005 року, переклад з нідерландської здійснила Наталка Карпенко.
В історичному романі сучасного нідерландського письменника Яна ван Акена розповідається про події, що відбуваються в XI сторіччі. Твір, набув широкого розголосу в Європі, критики порівнюють із книжкою Умберто Еко «Бавдоліно», який з'явився майже одночасно з ним, на ту саму тему — про монастир та про німецького імператора — і вважають вдалішою версією, ніж в Умберто Еко. Нідерландський письменник торкається української теми часів Володимира-Хрестителя.

## Стислий зміст
1056 року Гросвіт — дев'яностодев'ятирічний чернець — рядок за рядком відшкрібає чорнило з Біблії, аби на звільнених аркушах палімпсесту написати історію власного життя. Він розповідає нам, що народився на околицях Вікали, був сином доньки датського конунга та прославленого коваля, який кував високоякісні мечі. З юного віку Гросвіт відкрив у собі незвичайні таланти — мав феноменальну пам'ять та міг без зусиль вивчати будь-яку іноземну мову.
Через свої таланти, які неможливо пояснити, Гросвіт вимушений покинути своє селище та блукає Середньовічною Європою. Він кує мечі для данців, разом з ними робить набіги на Англію, але згодом його викрадають араби і таким чином він потрапляє на корабель Абу аль-Фатха аль-Іскандарі, арабського купця, який везе його великими річками спочатку до Києва, а згодом до Дамаска. Двадцять років потому, Гротсвіт через Андалусію знову потрапляє в Нідерланди. Його помічають дві найважливіші фігури того часу — папа Сильвестр II та імператор Отто III. Гросвіту доручають завдання укласти бібліотеку, яка не знатиме собі рівних у цілому світі. Метою ж є відродження занепалої цивілізації.